# Pela (jogo)
O jogo da péla (também se diz apenas péla) foi um jogo muito praticado outrora e consistia em atirar uma bola (a péla) de um lado para o outro com a mão, ou com o auxílio de um instrumento (raquete, bastão, pandeiro) em local aparelhado para esse fim.
O jogo da péla é considerado um dos ancestrais do tênis. Desde o século XIII era praticado em salas fechadas, sendo praticado por clérigos, burgueses e príncipes.
Arqueólogos franceses, do INRAP - Institut National de Recherches Archéologiques Préventives (Instituto Nacional de Pesquisas Arqueológicas Preventivas) descobriram vestígios do que pode ter sido a principal quadra oficial do gênero, em sala anexa ao Versalhes, provavelmente datando do reinado de Luís XIII (1610-1643). A sala foi desativada em 1643, quando assumiu o trono Luís XIV- que tinha um problema na perna e não podia nem jogar nem dançar.  
O juramento do jogo da Péla (em francês: Serment du jeu de paume) foi o marco inicial da Revolução Francesa, realizado em 20 de junho de 1789 pelos membros do terceiro estado, que decidiram permanecer reunidos até formarem uma Constituição para a França.[1]
No período anterior à Revolução Francesa, a França estava em crise: Déficit interno, dívida externa, falência de fábricas francesas e a Grande Fome de 1787-1789.
Os Reis haviam convocado a Assembleia dos Estados Gerais para encontrar uma solução a essa crise econômica e social da França. O terceiro estado, então, pressiona a assembleia fazer o voto por deputados, ao invés de ser por estado. Isso retirou a garantia de vitória do rei sobre as votações. Assim, o rei fechou a Assembleia, causando revolta entre a burguesia e o povo.
Então a burguesia, o baixo clero e os sans-culottes se reuniram no salão do Jeu de Paume e juntos decidiram formar uma Assembleia Constituinte para criar uma nova constituição que limitasse o poder do rei.
Nesse mesmo salão, no mês seguinte, formaram eles mesmos uma nova Guarda Nacional e então partiram para a Tomada da Bastilha.
O juramento feito pelos representantes da Assembleia de vereadores era o de Liberdade, Igualdade e Fraternidade (lemas da Revolução francesa).